# Vidră de râu
Vidra de râu (Lutra lutra), numită și lutră, vidră eurasiatică, vidră europeană sau câine de râu, este un mamifer semiacvatic⁠(en)[traduceți] originar din Eurasia și Magreb. Este membrul cu cea mai largă răspândire din subfamilia vidrelor (Lutrinae), familia nevăstuicilor (Mustelidae), fiind găsită în căile navigabile și pe coastele din Europa, în multe părți din Asia și în părți din Africa Nordică. Vidra de râu are o dietă alcătuită în principal din pește și este foarte teritorială. Este pe cale de dispariție în unele părți ale arealului său, dar în altele se recuperează.

## Taxonomie
Vidra de râu a fost descrisă științific pentru prima oară în 1758 de către Carl Linné, denumirea științifică care i-a fost atunci acordată fiind Mustela lutra, pe când ceea actuală este Lutra lutra. Este una dintre cele două specii extante din genul Lutra, cealaltă fiind vidra de Sumatra (Lutra sumatrana). Vidra japoneză de râu (Lutra nippon), o specie extinctă, este uneori tratată drept subspecie a vidrei de râu; niște studii recente au descoperit că s-ar afla în afara cladelor subspecifice ce alcătuiesc L. lutra, așa că a fost reclasificată drept specie distinctă, dar o incertitudine semnificativă încă persistă. Conform ediției a treia a Mammal Species of the World, vidra de râu are 11 subspecii:
- Lutra lutra lutra (Linnaeus, 1758)
- L. l. angustifrons (Lataste, 1885)
- L. l. aurobrunneus (Hodgson, 1839)
- L. l. barang (F. G. Cuvier, 1823)
- L. l. chinensis (Gray, 1837)
- L. l. hainana (Xu & Lu, 1983)
- L. l. kutab (Schinz, 1844)
- L. l. meridionalis (Ognev, 1931)
- L. l. monticolus (Hodgson, 1839)
- L. l. nair (F. G. Cuvier, 1823)
- L. l. seistanica (Birula, 1913)

## Descriere
Vidra de râu este o specie tipică a subfamiliei vidrelor. Brune deasupra și crem dedesubt, aceste creaturi lungi, zvelte, sunt bine înzestrate pentru obiceiurile lor acvatice. Oasele lor prezintă osteoscleroză⁠(en)[traduceți], care le crește densitatea pentru a reduce flotabilitatea. Această vidră se deosebește de vidra americană (Lontra canadensis) prin faptul că are gâtul mai scurt, chipul mai larg, mai mult spațiu între urechi și coada mai lungă. Totuși, vidra de râu este singura vidră în mare parte din arealul său, așa că este rareori confundată cu oricare alt animal. În general, lungimea capului plus cea a trunchiului la această specie este de 57 până la 95 cm, lungimea cozii fiind de 35–45 cm. Femela este mai scurtă decât masculul. Greutatea medie a corpului vidrei este de 7 până la 12 kg, dar se poate întâmpla ocazional ca un mascul mare și bătrân să ajungă să aibă până la 17 kg. Specimenul de dimensiuni record, raportat de o sursă de încredere, dar neverificat, cântărea 24 kg.

## Răspândire și habitat

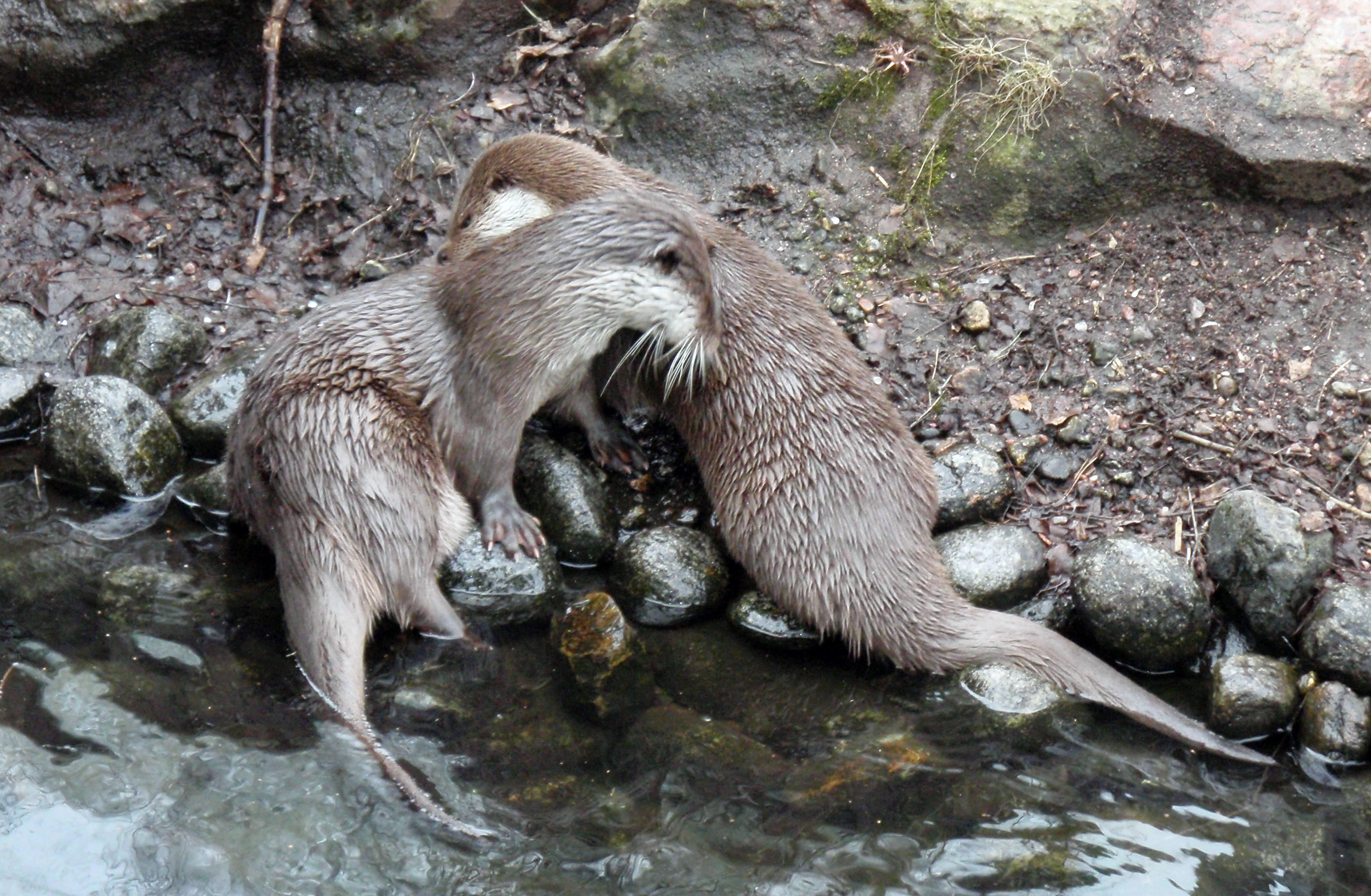
Două vidre în en, Helsinki, Finlanda

Vidra de râu este specia de vidră cu cea mai largă răspândire, arealul său cuprinzând părți din Asia și Africa Nordică, dar este răspândită și de-a lungul Europei, la sud de Palestina. Țările cuprinse mai mult sau mai puțin în arealul său sunt Afganistan, Albania, Algeria, Andora, Armenia, Austria, Azerbaidjan, Bangladesh, Belarus, Belgia, Bhutan, Bosnia și Herțegovina, Bulgaria, Cambodgia, China, Coreea de Nord, Coreea de Sud, Croația, Cehia, Danemarca, Estonia, Finlanda, Franța, Georgia, Germania, Gibraltar, Grecia, Ungaria, India, Indonezia, Iran, Irak, Irlanda, Israel, Italia, Japonia, Iordania, Kazakhstan, Kârgâzstan, Laos, Letonia, Liban, Liechtenstein, Lituania, Luxemburg, Maroc, Republica Moldova, Mongolia, Muntenegru, Myanmar, Nepal, Macedonia de Nord, Norvegia, Pakistan, Statul Palestina, Polonia, Portugalia, România, Rusia, San Marino, Serbia, Slovacia, Slovenia, Spania, Sri Lanka, Suedia, Elveția, Siria, Taiwan, Tadjikistan, Thailanda, Tunisia, Turcia, Turkmenistan, Țările de Jos (unde a fost reintrodusă), Ucraina, Regatul Unit, Uzbekistan și Vietnam, și posibil și Malaysia. Vidra de râu populează ape dulci nepoluate precum lacuri, pâraie, râuri, canale și iazuri atâta vreme cât hrana furnizată de acestea este adecvată. În Andaluzia se folosește de lacuri artificiale de pe terenuri de golf. Preferă zonele deschise ale cursurilor de apă și trăiește de asemenea în apă sărată de-a lungul coastelor, dar necesită acces regulat la apă dulce pentru a își curăța blana.
În Siria, vidra de râu a fost înregistrată în pâraie de munte în guvernoratele Latakia și Ar-Raqqa și în valea Eufratului de jos în guvernoratul Deir ez-Zor.
În vestul Nepalului a fost semnalată la altitudini de în jur de 1.600 m în Râul Barekot în districtul Jajarkot⁠(en)[traduceți] și la 1.337 m în Râul Tubang în districtul Rukumul de Est⁠(en)[traduceți].
În India este răspândită la poalele Munților Himalaya, în sudul Gaților de Vest și centrul teritoriului Indiei.

## Comportament și ecologie

### Dietă

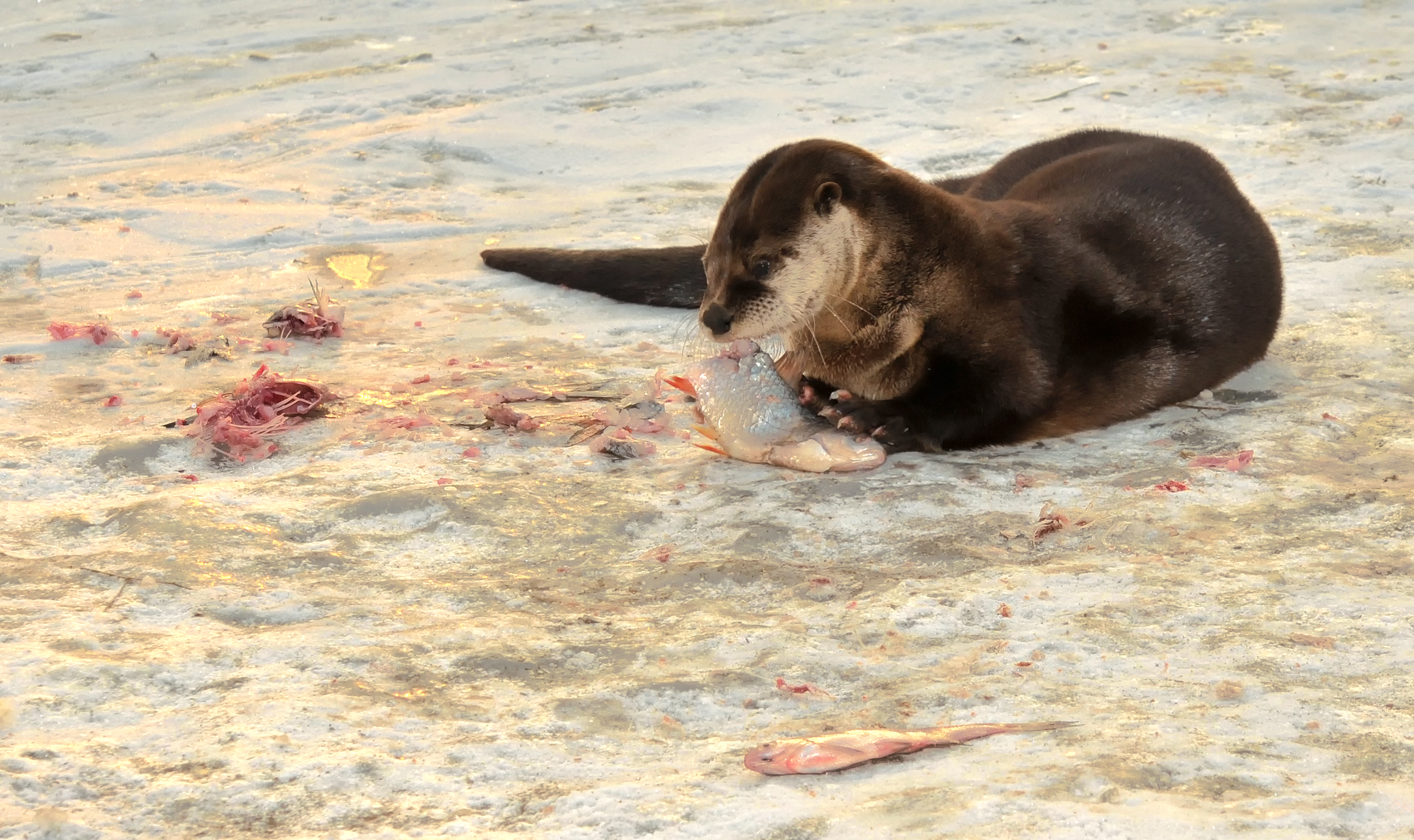
Vidră hrănindu-se cu pește

Dieta vidrei de râu constă în principal în pește. Peștele este alegerea alimentară preferată de ea în habitate mediteraneene și temperate cu apă dulce. În timpul iernii și în medii mai reci se hrănește de asemenea cu amfibieni, crustacee, insecte, păsări și uneori mamifere mici, inclusiv castori europeni tineri.
La fel ca diverse ale specii de mustelide, vidrele sunt în stare să învingă și ucidă prăzi semnificativ mai mari decât ele însele, și ocazional se întâmplă să ucidă păsări acvatice mari precum gâște de vară.

### Reproducere și stil de viață
Vidrele de râu sunt foarte teritoriale, ducând majoritatea timpului o viață solitară. Lungimea teritoriului unui individ poate varia de la 1 până la 40 km, însă lungimea obișnuită este de în jur de 18 km. Lungimea teritoriului depinde de densitatea hranei disponibile și de lățimea apei adecvate pentru vânătoare (teritoriul este mai scurt pe coaste, unde lățimea disponibilă este mult mai mare, și mai lung pe râuri mai înguste). Vidra de râu se folosește de propriile excremente pentru a își marca teritoriul și a semnala altor membrii din grup stabilirea priorității utilizării resurselor. Teritoriile sunt impuse numai în fața indivizilor de același sex, așa că cele ale femelelor și masculilor se pot suprapune. Împerecherea are loc în apă. Vidrele de râu se reproduc nesezonier (masculii și femelele se reproduc în orice parte a anului) și s-a descoperit că sezonul lor de împerechere este cel mai probabil determinat pur și simplu de maturitatea reproductivă și starea fiziologică a vidrelor. Vidrele femele devin mature sexual⁠(en)[traduceți] la 18–24 de luni, iar vârsta medie la care nasc pentru prima oară a fost identificată drept 21⁄2 ani. Gestația la vidra de râu durează 60–64 de zile, rândul de pui⁠(en)[traduceți] cântărind în jur de 10 % din greutatea corporală a femelei. După perioada de gestație, unul până la patru pui sunt născuți, care rămân dependenți de mamă până la vârsta de aproximativ 13 luni. Masculul nu joacă niciun rol direct în îngrijirea parentală, deși teritoriul unei femele cu puii ei este de obicei situat în întregime înăuntrul celui al masculului. Vidra de râu vânează în principal noaptea, ziua petrecându-și-o de obicei în vizuină – în general o galerie sau un copac găunos de pe malul râului în care uneori se poate intra numai de sub apă. Deși multă vreme s-a presupus că vânează ajutându-se numai de văz și pipăit, au fost între timp găsite dovezi care indică că s-ar putea să poată mirosi și sub apă – posibil printr-o metodă asemănătoare cu cea a cârtiței cu nasul stelat⁠(en)[traduceți].

## Conservare
Numărul de vidre de râu a scăzut de-a lungul arealului lor în a doua jumătate a secolului al XX-lea în principal din cauza poluării din partea bifenililor policlorurați și pesticidelor precum organoclorura. Printre alte amenințări se numără pierderea habitatului și vânătoarea, atât legală, cât și ilegală. Acum, diferite populații de vidră de râu se recuperează în multe părți din Europa. În Regatul Unit, numărul de zone unde este prezentă vidra a crescut cu 55 % din 1994 până în 2002. În august 2011, Environment Agency⁠(en)[traduceți] („Agenția de Mediu”) a anunțat că vidrele s-au întors în fiecare comitat din Anglia de când au dispărut din fiecare comitat în afară de West Country și părți din Northern England. Recuperarea este parțial datorită unei interziceri a celor mai dăunătoare pesticide care a fost în vigoare de-a lungul Europei începând din 1979, îmbunătățirilor asupra calității apei, ceea ce a dus la creșteri în populațiile prăzilor, și protejării legale directe oferită de Directiva Habitate⁠(en)[traduceți] a Uniunii Europene și de legislația națională din câteva țări europene. În Hong Kong este specie protejată⁠(en)[traduceți] sub Ordonanța de Protejare a Animalelor Sălbatice Cap 170. Uniunea Internațională pentru Conservarea Naturii o clasifică drept specie aproape amenințată⁠(en)[traduceți], iar CITES o listează în Anexa I.
Este listată drept pe cale de dispariție în Pakistan, India, Bangladesh, Myanmar și Thailanda, iar în Mongolia drept critic pe cale de dispariție. În Coreea de Sud este listată drept Monument Natural și specie pe cale de dispariție de clasa întâi.
Cele mai multe specii care sunt victime ale declinului populației sau pierderii de habitat tind să își piardă în cele din urmă diferențele genetice din cauza împerecherii între indivizi mult prea înrudiți între ei din populații mici. Un studiu desfășurat în 2001 a examinat dacă populațiile de vidre de râu au suferit sau nu de pe urma unei lipse de variabilitate genetică. În cadrul studiului au fost examinate cranii de vidre de la Muzeul Zoologic din Copenhaga⁠(en)[traduceți] și Muzeul de Istorie Naturală din Aarhus⁠(en)[traduceți]. Mostrele fuseseră colectate în Danemarca (Funen, Sjælland și Iutlanda) în perioada anilor 1883–1963. Studiul a examinat țesutul de la dinții craniilor și a determinat variabilitatea genetică pe baza analizei asupra ADN-ului. Studiul a concluzionat că în ciuda declinurilor populației, vidra de râu nu au devenit victimă a unei variabilități genetice în scădere.
Declinul populațiilor speciilor native de pești de apă dulce din râuri din Iberia, care reprezintă hrana preferată a vidrelor de râu de acolo, precum și extinderea populațiilor unor specii exotice de pești precum cele din familia Centrarchidae⁠(en)[traduceți], pot potențial să pună în pericol anumite populații de vidre de râu.